# Kluyvera georgiana
Espèce
Kluyvera georgiana est une des espèces du genre bactérien Kluyvera. C'est un bacille à gram négatif de la famille des Enterobacteriaceae qui peut être isolée à partir d'échantillons cliniques humains.

## Description
Kluyvera georgiana est une bactérie anaérobie facultative à Gram négatif et mobiles comme les deux premières espèces du genre Kluyvera,. Elle est catalase positive et oxydase negative. Elle peut croître sur milieu de MacConkey, gélose sang et gélose nutritive. Elles forment des colonies grises circulaires , convexes et lisses de 1 à 2 mm de diamètre après un jour de culture et jusqu'à 3 mm après deux jours. Elles peuvent fermenter le D-glucose ainsi que d'autres sucres. Sa croissance est bonne entre les températures de 30 °C et 42 °C. Une combinaison de tests biochimiques est nécessaire pour la différencier des K. cryocrescens, K. ascorbata et Kluyvera cochleaa. Les réactions biochimiques aux 3-phenylpropionate et m-coumarate permettent de la différencier de l'espèce K. intermedia.

## Habitat
Kluyvera georgiana a été isolée à partir de crachats et d'échantillons cliniques humains,,.

## Taxonomie

### Étymologie
L'étymologie de cette espèce bactérienne est la suivante : pour le nom de genre Kluy’ver.a. N.L. fem. n. Kluyvera nommées ainsi  par Asai et al. (1956) pour honorer le microbiologiste hollandais Albert J. Kluyver et pour l'épithète de l'espèce georg'i.a.na. M.L. fem. adj. georgiana de Géorgie où des travaux importants sur les Kluyvera ont été réalisés,.
.

### Historique
Les Kluyvera geogiana font partie du genre Kluyvera lui-même faisant partie de la famille des Enterobacteriaceae. La souche type de l'espèce K. georgiana a été décrite comme Kluyvera species group 3 lors de la description du genre 'Kluyvera. Sa souche type est la souche CDC 2891-76 (connue aussi sous les dénominations ATCC 51603, DSM 9409 et serial no. 189) qui a été isolée de crachats humains,.